# 瑟西县 (阿肯色州)
瑟西县（英語：Searcy County）是位于美国阿肯色州北部的一个县，面积1,731平方公里，县治马歇尔。根据2000年美国人口普查，共有人口8,261。
瑟西县成立于1838年12月13日，县名源自阿肯色领地的法官理查德·瑟西。